# Rebordondo (Cualedro)
Rebordondo (llamada oficialmente San Martiño de Rebordondo) es una parroquia y un lugar del municipio español de Cualedro, en la provincia de Orense, Galicia.

## Toponimia
La parroquia también es conocida por el nombre de San Martín de Rebordondo.

## Organización territorial
La parroquia está formada por dos entidades de población:
- Penaverde (Pena Verde)
- Rebordondo

## Demografía

### Parroquia
| Gráfica de evolución demográfica de Rebordondo (parroquia) entre 2000 y 2022 |
|                                                                              |
| Datos según el nomenclátor publicado por el INE.                             |

### Lugar
| Gráfica de evolución demográfica de Rebordondo (lugar) entre 2000 y 2022 |
|                                                                          |
| Datos según el nomenclátor publicado por el INE.                         |